# 12월

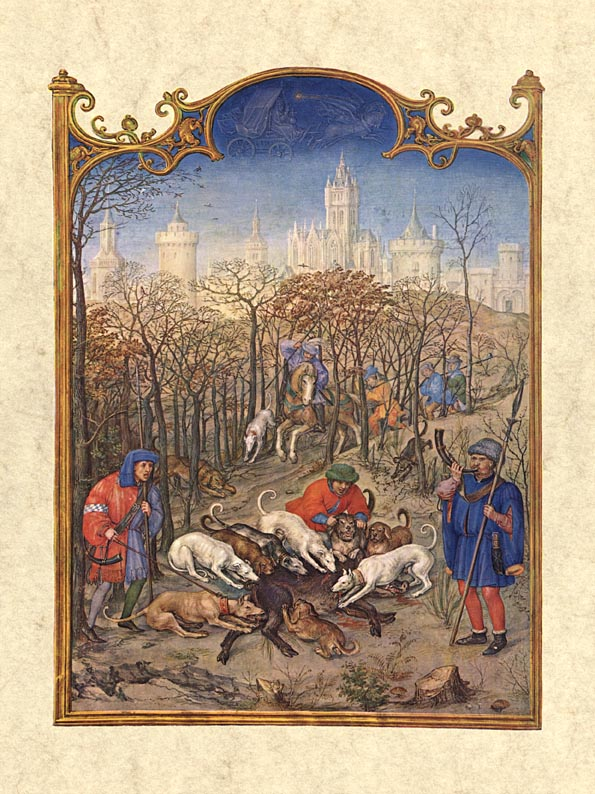

12월(十二月, December)은 그레고리력에서 한 해의 마지막 달이며, 31일까지 있는 7개의 달 중 마지막 달이다. 중국, 한국, 일본, 미국에서는 이 달을 겨울의 시작으로 본다. 오스트레일리아나 뉴질랜드 등 남반구의 나라들은 여름이 된다. "구랍"이라고도 부르나, 이는 "지난해 음력 12월"을 뜻하므로, 양력 12월과는 관련이 없다. 이 달과 그 해의 9월은 항상 같은 요일로 시작하며, 이 달과 그 해의 4월은 항상 같은 요일로 끝난다. 다만, 다음 해가 윤년일 경우 그 다음 해 3월, 11월과 같은 요일이 되며, 다음해가 평년이면 다음해 6월과 같은 요일로 시작한다. 또한 이 달에 있는 크리스마스와 내년의 첫날은 항상 같은 요일이다. 또한 한 해의 첫날 1월 1일과 마지막날 12월 31일은 평년일 경우만 요일이 같다.
400년 동안 이 달은 화요일, 목요일, 토요일에 58번, 일요일과 월요일에 57번, 수요일과 금요일에는 56번 시작한다.
단, 첫 주 평일은 1일, 2일, 3일이며, 마지막 주 평일은 28일(새해 첫날 징검다리 연휴 포함), 29일(새해 첫날 연휴 포함), 30일, 31일이다.
대한민국에서 12월의 공휴일은  목요일로 시작하는 윤년(예 : 2004년, 2032년 등)과 금요일로 시작하는 평년/윤년(예 : 1993년, 1999년, 2010년, 2016년, 2021년, 2027년, 2038년, 2044년, 2049년 등) 그리고 토요일로 시작하는 평년(예 : 1994년, 2005년, 2011년, 2022년, 2023년, 2033년, 2039년, 2050년 등)일 경우에는 아예 없는 경우도 있다. 북한은 금요일, 토요일로 시작하는 윤년이거나, 토요일, 일요일로 시작하는 평년에는 사회주의 헌법절만 공휴일이고 화요일, 수요일로 시작하는 윤년이거나 수요일, 목요일로 시작하는 평년에는 김정숙 생일만 공휴일이 된다.
1988년까지만 해도 일본에는 12월에 휴일이 없었으나 1989년 아키히토 천황의 즉위와 함께 12월 23일이 천황탄생일로 지정되면서 일본에도 12월에 휴일이 생기게 되었다. 지금도 중화인민공화국과 베트남에는 12월에 휴일이 없다. 북한은 12월에 휴일이 2개 (김정숙 생일, 사회주의헌법절) 있다.
음력 10월과 음력 11월이 이 달에 있으며 12월에는 음력 10월 15~16일, 11월 15~16일의 보름달을 관측할 수 있다. 12월에 윤달이 낄 경우는 동지 이전에는 윤10월이, 동지 이후는 윤11월이 든다.

## 유래
12월을 뜻하는 영어 단어 December는 ten(10)을 의미하는 라틴어 'decem'에서 유래하였다.

## 국경일 및 법정기념일
- 12월 3일 - 소비자의 날(대한민국)
- 12월 5일 - 무역의 날
- 12월 10일 - 세계 인권 선언 기념일
- 12월 25일 - 크리스마스(성탄절, 聖誕節)[1]
- 12월 27일 - 원자력 안전 및 진흥의 날

## 행사
- 대한민국에서는 18대 대통령 선거(2012년)까지 5년마다(2, 7로 끝나는 해) 한 번씩 12월 세번째 수요일에 대통령 선거를 치렀다. 그러나 18대 대통령의 탄핵 이후 실시된 19대 대통령 선거는 2017년 5월 9일에 치렀으며, 20대 대통령 선거는 3월 9일에 실시되었고 20대 대통령 탄핵 이후 치러지는 대한민국 제21대 대통령 선거 부터는 6월에 치러진다.
- 대한민국에서는 12월부터 2월까지 민방위 훈련을 하지 않는다.[2]
- 대한민국에서는 12월부터 2월까지 예비군 훈련을 하지 않는다.
- NBA의 정규 시즌이 시작된다.
- 대학수학능력시험 성적표는 12월 초에 나온다.[3]
- 사회복무요원 본인선택은 12월에 한다.
- 과거 전기대 학력고사는 12월에 치르기도 했다.[4]
- 과거 고입선발고사는 주로 12월에 치렀다.
- 대한민국의 일부 스키장은 12월 초에 개장한다.[5]
- 유럽의 주요 축구 리그들은 12월 중순부터 1월까지 겨울 휴식기에 들어간다.[6]
- FIFA 월드컵 본선 조추첨은 대개 월드컵 전년도 12월에 한다.
- 유대교의 축제 하누카와 아프리카계 미국인의 축제 콴자는 12월에 온다.

## 세계 각국의 휴일
- 포르투갈 - 독립기념일 (12월 1일)
- 아랍에미리트 - 내셔널 데이 (12월 2일)
- 스페인 - 제헌절 (12월 6일)
- 핀란드 - 독립기념일 (12월 6일)
- 가나 - 농부의 날 (12월 첫째 주 금요일)
- 동티모르 - 영웅의 날 (12월 7일)
- 우즈베키스탄 - 제헌절 (12월 8일)
- 원죄 없이 잉태되신 동정 마리아 대축일 - 일부 가톨릭 국가만 (12월 8일)
- 탄자니아 - 독립기념일 (12월 9일)
- 태국 - 제헌절 (12월 10일), 신년망일 (12월 31일)
- 케냐 - 독립기념일 (12월 12일)
- 카자흐스탄 - 독립기념일 (12월 16일)
- 남아프리카 공화국 - 화해의 날 (12월 16일)
- 카타르 - 카타르 내셔널 데이 (12월 18일)
- 마카오 - 반환기념일 (12월 20일)
- 상투메 프린시페 - 독립기념일 (12월 21일)
- 일본 - 천황탄생일 (12월 23일[7]) - 대체휴일제 적용
- 리비아 - 독립기념일 (12월 24일)
- 크리스마스 (12월 25일) - 동방교회 국가와 북한 등 일부 국가 제외. 레바논과 몰도바 등 5개 국가는 12월 25일과 1월 7일 두 날을 모두 크리스마스로 인정하고 있다.
- 파키스탄 - 위대한 지도자의 날 (12월 25일)
- 중화민국 - 제헌절 (12월 25일)
- 박싱 데이 - 일부 기독교 국가만 (12월 26일)[8]
- 슬로베니아 - 독립기념일 (12월 26일)
- 조선민주주의인민공화국 - 김정숙 생일 (12월 24일), 사회주의 헌법절 (12월 27일)
- 몽골 - 독립기념일 (12월 29일)
- 이스라엘 - 하누카(11월말~12월초)
- 필리핀 - 리잘의 날 (12월 30일), 신년망일 (12월 31일)

## 절기
- 대설: 12월 7일 또는 12월 8일.
- 동지: 12월 21일 또는 12월 22일.

## 같이 보기
- 13월